# Глібівська сільська рада (Вишгородський район)
Глі́бівська сільська рада — адміністративно-територіальна одиниця та орган місцевого самоврядування у Вишгородському районі Київської області. Адміністративний центр — село Глібівка.

## Загальні відомості
Глібівська сільська рада утворена 12 січня 1987 року.
- Територія ради: 42,887 км²
- Населення ради: 984 особи (станом на 2001 рік)
- Водоймища на території, підпорядкованій даній раді: Київське водосховище

## Населені пункти
Сільській раді були підпорядковані населені пункти:
- с. Глібівка

## Склад ради
Рада складалася з 12 депутатів та голови.
- Голова ради: Ворон Микола Іванович
- Секретар ради: Пустова Людмила Сергіївна

### Керівний склад попередніх скликань
| Прізвище, ім'я, по батькові | Основні відомості                                                                       | Дата обрання | Дата звільнення |
| --------------------------- | --------------------------------------------------------------------------------------- | ------------ | --------------- |
| Ворон Микола Іванович       | Сільський голова, 1956 року народження, освіта вища, член Соціалістичної партії України | 26.03.2006   | 31.10.2010      |
| Ворон Микола Іванович       | Сільський голова, 1956 року народження, освіта вища, член Партії регіонів               | 31.10.2010   | 25.10.2015      |
| Ворон Микола Іванович       | Сільський голова, 1956 року народження, освіта вища, безпартійний                       | 25.10.2015   |                 |

Примітка: таблиця складена за даними джерела

### Депутати VII скликання
За результатами місцевих виборів 2015 року депутатами ради стали:

#### За суб'єктами висування
| Суб'єкт висування | Кількість обраних депутатів | %      |
| ----------------- | --------------------------- | ------ |
| Самовисування     | 12                          | 100.00 |

#### За округами
| № округу | Прізвище, ім'я, по батькові         | Ким висунуто  | Дата нар.  | Освіта              | Партійна приналежність | Відомості                                                     |
| -------- | ----------------------------------- | ------------- | ---------- | ------------------- | ---------------------- | ------------------------------------------------------------- |
| 1        | Ріпик Ніна Василівна                | Самовисування | 13.05.1962 | професійно-технічна | безпартійна            | Глібівська сільська рада, головний бухгалтер                  |
| 2        | Фещенко Наталія Іванівна            | Самовисування | 17.04.1960 | професійно-технічна | безпартійна            | Глібівський ФАП,, акушерка                                    |
| 3        | Пустова Людмила Сергіївна           | Самовисування | 15.12.1978 | вища                | безпартійна            | Глібівська сільська рада, секретар сільської ради             |
| 4        | Ластівка Дмитро Сергійович          | Самовисування | 24.07.1966 | професійно-технічна | безпартійний           | Вишгородська ЦРЛ, виїзний фельдшер з невідкладних станів      |
| 5        | Гончар Ігор Михайлович              | Самовисування | 02.08.1970 | професійно-технічна | безпартійний           | Димерська селищна рада, начальник ВОС                         |
| 6        | Поплавський Володимир Володимирович | Самовисування | 29.04.1980 | вища                | безпартійний           | Приватний підприємець                                         |
| 7        | Марченко Ігор Петрович              | Самовисування | 25.07.1967 | професійно-технічна | безпартійний           | Вишгородське РДУ ДПЕ «Київський Облдор-УПР», машиніст котка   |
| 8        | Шак Микола Володимирович            | Самовисування | 15.12.1964 | вища                | безпартійний           | Глібівська сільська рада, спеціаліст ІІ категорії             |
| 9        | Голуб Жанна Леонідівна              | Самовисування | 25.01.1967 | професійно-технічна | безпартійна            | Тимчасово не працює                                           |
| 10       | Решетньов Олександр Леонідович      | Самовисування | 07.06.1987 | професійно-технічна | безпартійний           | Приватне підприємство, будівельник                            |
| 11       | Крепель Лариса Михайлівна           | Самовисування | 15.05.1965 | загальна середня    | безпартійна            | Територіальний центр соціальної допомоги, соціальний робітник |
| 12       | Тарасюк Наталка Михайлівна          | Самовисування | 02.01.1971 | вища                | безпартійна            | Тимчасово не працює                                           |